# Playdate with Destiny
Playdate with Destiny (Jugando con el destino, en Hispanoamérica y en España) es un cortometraje de animación estadounidense basado en la serie de televisión Los Simpson, producido por Gracie Films y 20th Television Animation para Disney+.
Es el primer cortometraje de la franquicia de Los Simpson desde su adquisición por parte de The Walt Disney Company, y la tercera producción para cines de la franquicia después de Los Simpson: la película y el cortometraje The Longest Daycare. El corto fue lanzado el 6 de marzo de 2020, previamente a la película Onward, y se presentó de forma independiente el 10 de abril de 2020.

## Sinopsis
Marge lleva a Maggie a un parque infantil. Inicialmente, juega en el sitio pero cuando un niño grande estuvo por caer encima de ella, llega un niño (de nombre Hudson) a salvarla. Con una breve interacción y algunos juegos, Maggie se enamora de Hudson. Después de jugar, Hudson se va con su madre, pero no sin antes recibir de regalo, el listón azul característico que usa. Durante la noche, Maggie empieza a soñar con Hudson, por lo que planea verlo de nuevo.
Estando lista para su salida, Maggie nota que la persona que le llevará será Homer y no Marge. En lugar de ir al parque, Homer la lleva a un parque para skaters donde mientras éste come, Maggie se queda en compañía de otros niños. Cuando logra visualizar a Hudson en el parque adyacente, busca llamar su atención pero Homer logra tomarla para llevarla a casa. Por la noche, Maggie se deprime por no haber visto a Hudson.
Al día siguiente, Homer vuelve a llevar a Maggie al mismo sitio que el día anterior. Antes de que pase, Maggie toma el volante del auto y lleva a Homer al primer parque para ver a Hudson. A lo lejos, divisa al niño estando triste subiéndose a un tren para niños, por lo que decide alcanzarlo. Cuando está tratando de alcanzarlo, Hudson la ve y usa el listón para traerla, pero no logra hacerlo y el tren se aleja de ella. Maggie cree que Hudson se ha ido para siempre, pero no sabe que el tren (que circula por una vía circular cerrada) gira hasta la estación en la que partió. Maggie y Hudson se reencuentran en el botavacas del tren e intercambian chupetes (en lugar de compartir un beso). 

## Producción
El corto fue dirigido por David Silverman, producido por James L. Brooks, Matt Groening y Al Jean quienes también fueron los guionistas, música hecha por Hans Zimmer, grabado y editado en Gracie Films y distribuido por Disney+. La trama de Playdate with Destiny fue presentada por los escritores de Los Simpson , Tom Gammill y Max Pross, como parte del episodio de la temporada 31, " The Incredible Lightness of Being a Baby".  Comenzaron a trabajar en el episodio y el productor ejecutivo Jim Brooks sugirió usar la trama para un corto.
Después de la compra de 21st Century Fox por parte de Disney, el personal de Los Simpson envió Playdate with Destiny a Bob Iger y al personal de Disney. Según Al Jean, preguntaron: "¿Podemos, por favor, ir al frente de una película de Pixar?".  Una vez aprobados, solicitaron que se les mostrara "algo que sea compatible"; El personal estaba "extasiado" cuando se le ofreció Onward.
La adquisición de 20th Century Studios por parte de Disney se refleja en la introducción del corto, que muestra una silueta de Mickey Mouse antes de pasar a Homer Simpson sosteniendo dos donas. Asimismo, el logotipo de Gracie Films que se ve al final del corto reemplaza a uno de los patrocinadores con Mickey Mouse.

## Elenco
- Julie Kavner como Marge Simpson.
- Yeardley Smith como Maggie Simpson.
- Chris Edgerly como Rana fónica.